# Monte Kōya
El monte Koya (高野山: Kōyasan) es el centro más importante del budismo shingon en Japón, situado en las montañas de la prefectura de Wakayama, al sur de Osaka. Está situado en un valle rodeado de los ocho picos de la montaña del mismo nombre, junto al pueblo de Koya, en un lugar que se creía sembrado de lotos. Kōyasan deriva de Kongobuji, nombre del templo más importante del lugar, que significa "Templo de la Montaña del Diamante".
El asentamiento original fue elegido por el monje Kukai en el año 819 como cuartel general del budismo shingon japonés, a unos 800 metros de altitud, al oeste de la península de Kii. Allí se construirían a lo largo del tiempo los 120 templos que ocupan el valle y una universidad dedicada a estudios religiosos. 
Los lugares más destacables de la montaña son:
- Okunoin, el mausoleo de Kukai, rodeado por un inmenso cementerio, el más grande de Japón.
- Danjogaran, el corazón del monte Koya.
- Kongobuji, el templo más importante del budismo shingon, construido en 1593 por Toyotomi Hideyoshi y reconstruido en 1861.
- Konpon Daito, pagoda que de acuerdo a la doctrina shingon representa el punto central de un mandala que cubre no solo el monte Koya sino todo el Japón.
- Koyasan choishi-michi, un sendero de 24 km con un hito de piedra cada 109 m. Los hitos se denominan choisi y están numerados. Conduce desde Jison-in, el templo que indica la entrada al monte Koya, hasta Danjogaran.

## Acceso
Se puede acceder a la montaña en primer lugar mediante el ferrocarril Nankai Electric desde la estación de Namba en Osaka hasta la estación de Gokurakubashi en la base de la montaña. Un funicular con cable sube en 5 minutos desde allí hasta una estación desde la que salen autobuses al centro del pueblo. Muchos de los monasterios ofrecen alojamiento.
En 2004, la Unesco declaró el lugar Patrimonio de la Humanidad como parte de los Sitios sagrados y rutas de peregrinación de los Montes Kii.

## Galería fotográfica

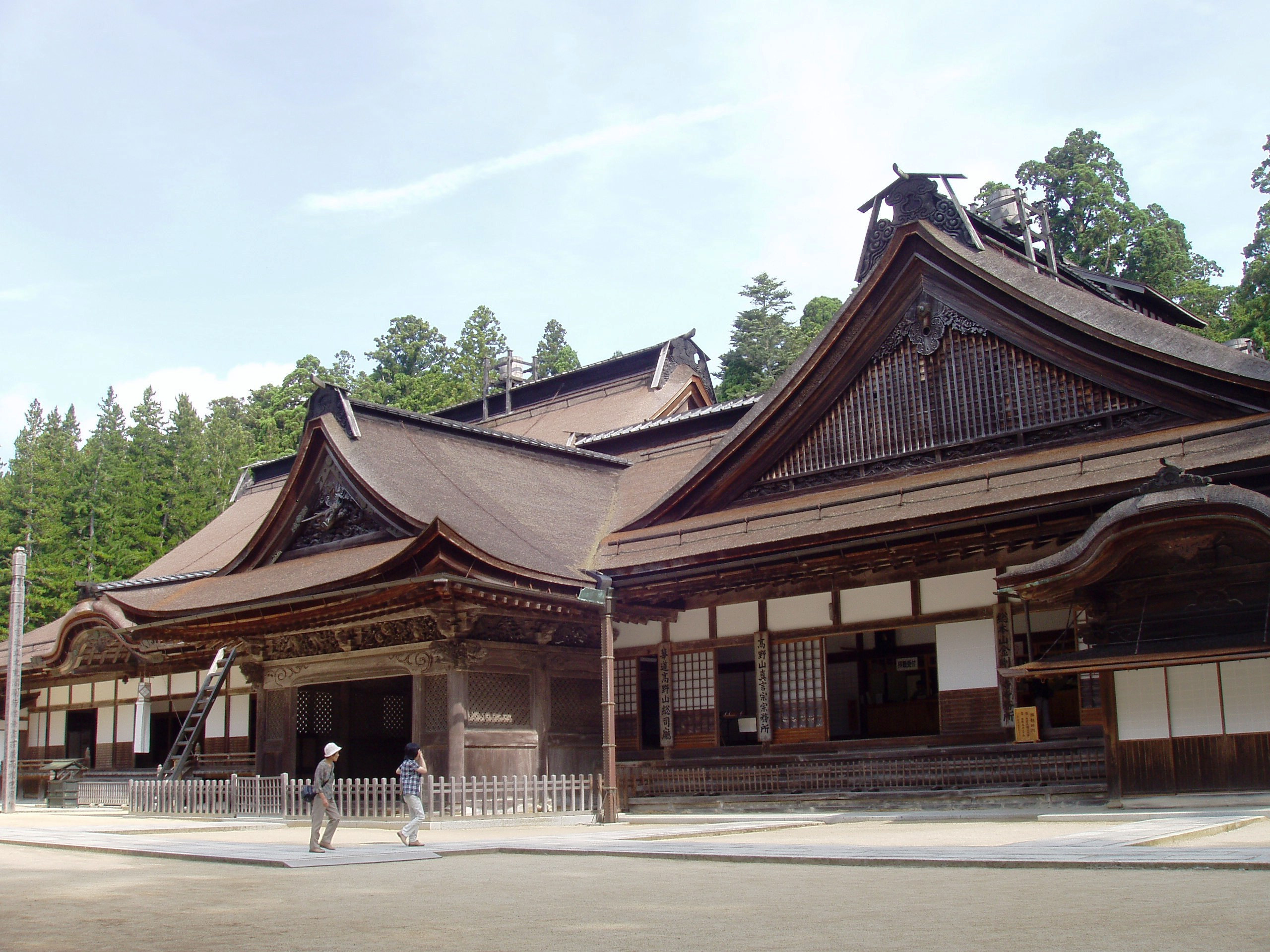
Templo budista de Kongobuji.
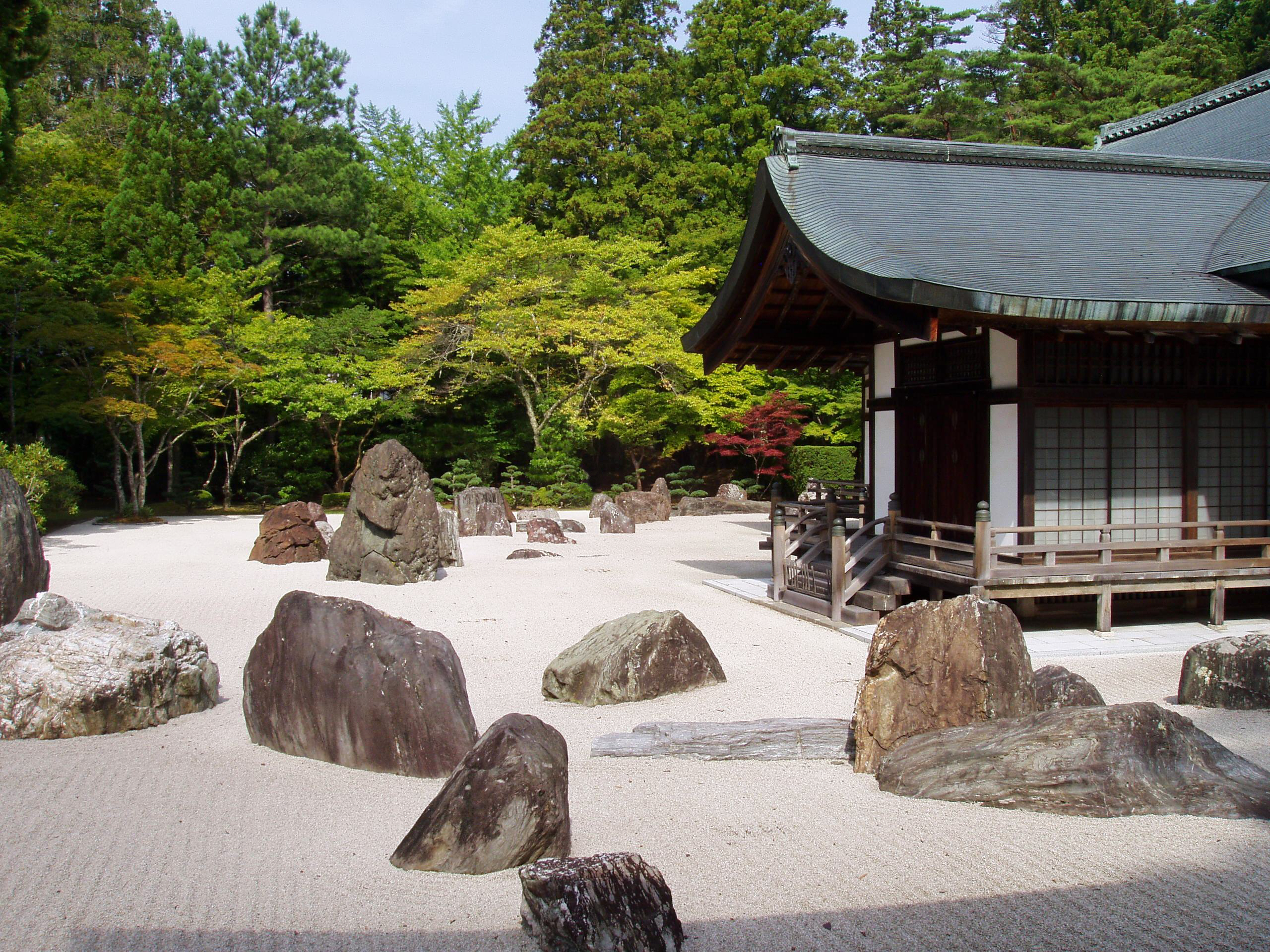
Jardín de rocas en el templo budista de Kongobuji.
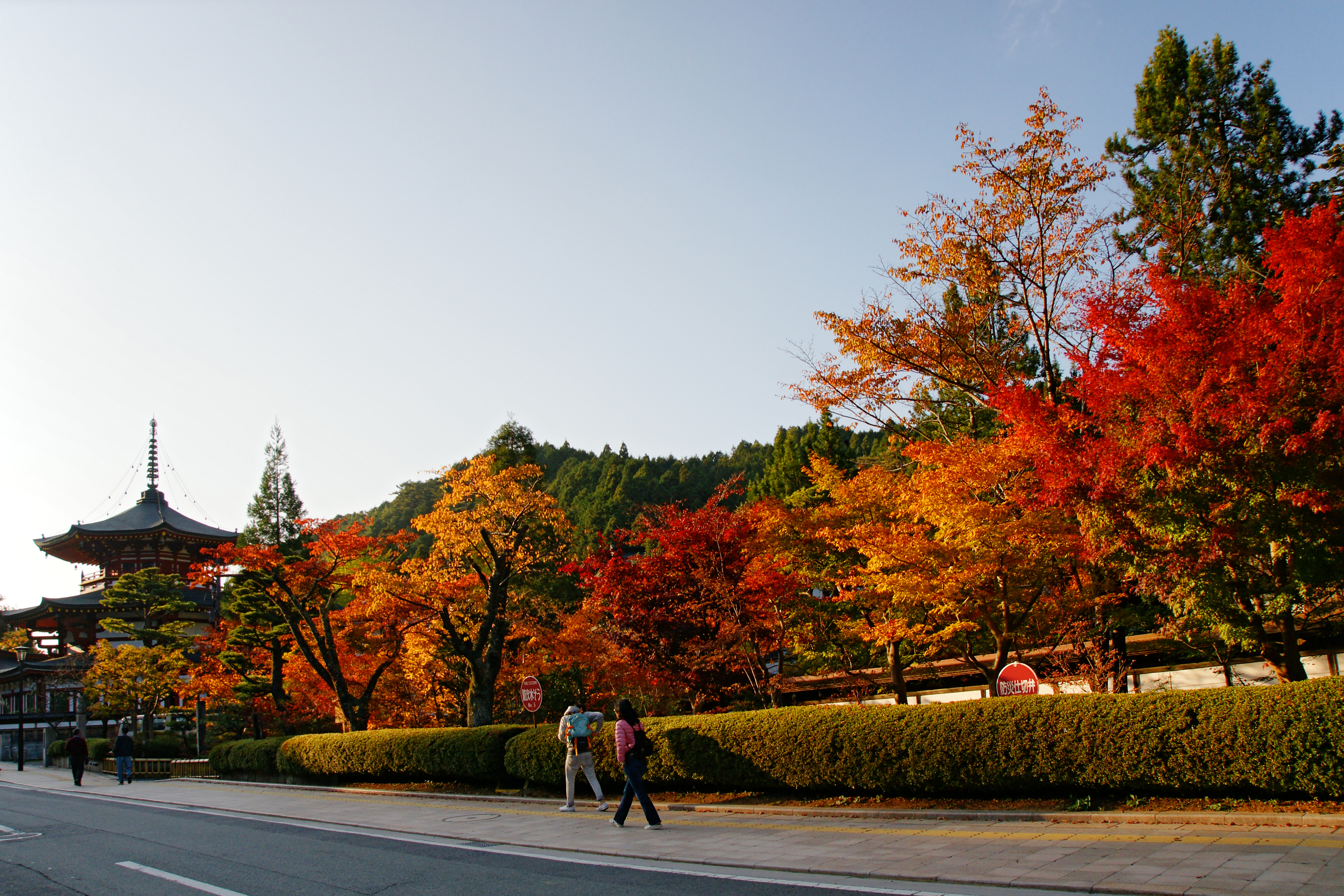
Paisaje otoñal.
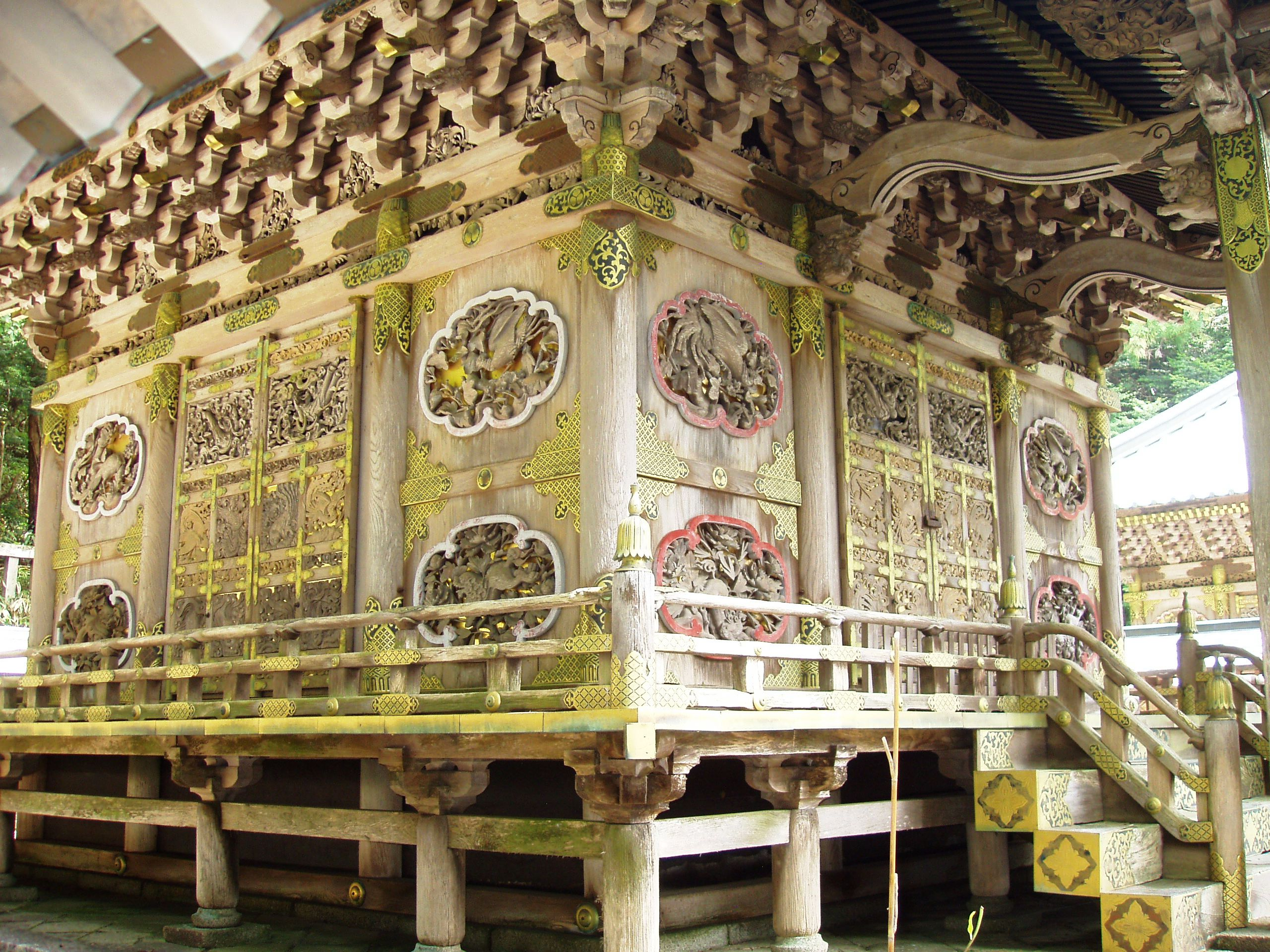
Mausoleo de Tokugawa de 1643.
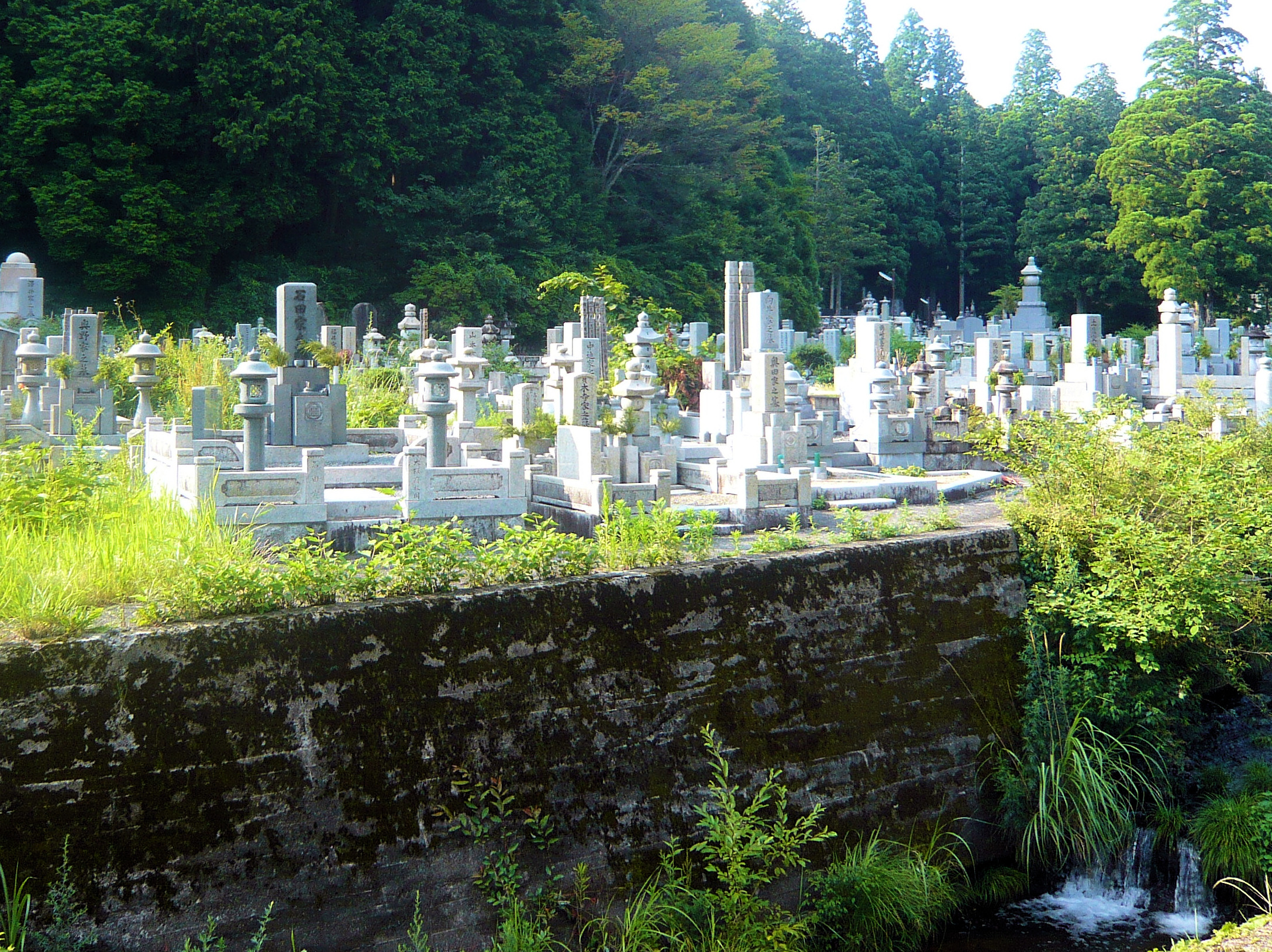
Cementerio en el Monte Koya.
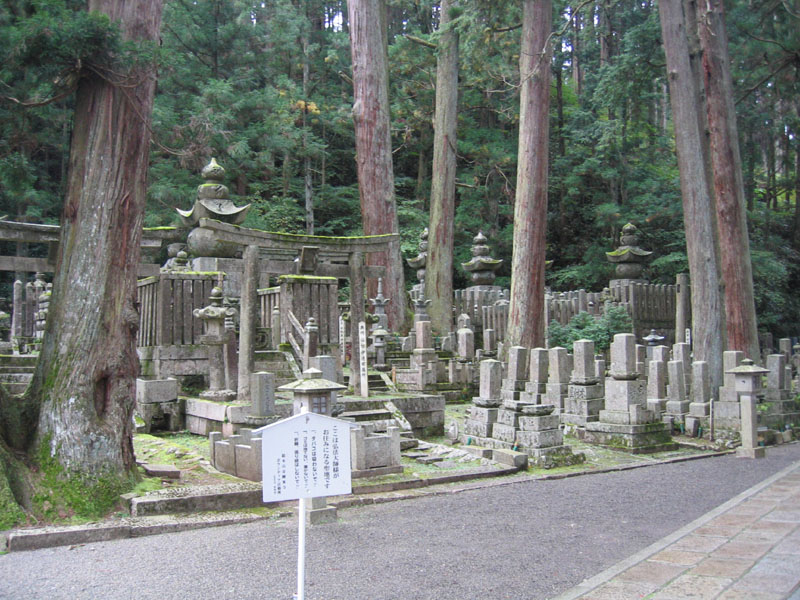
Cementerio Okunoin.
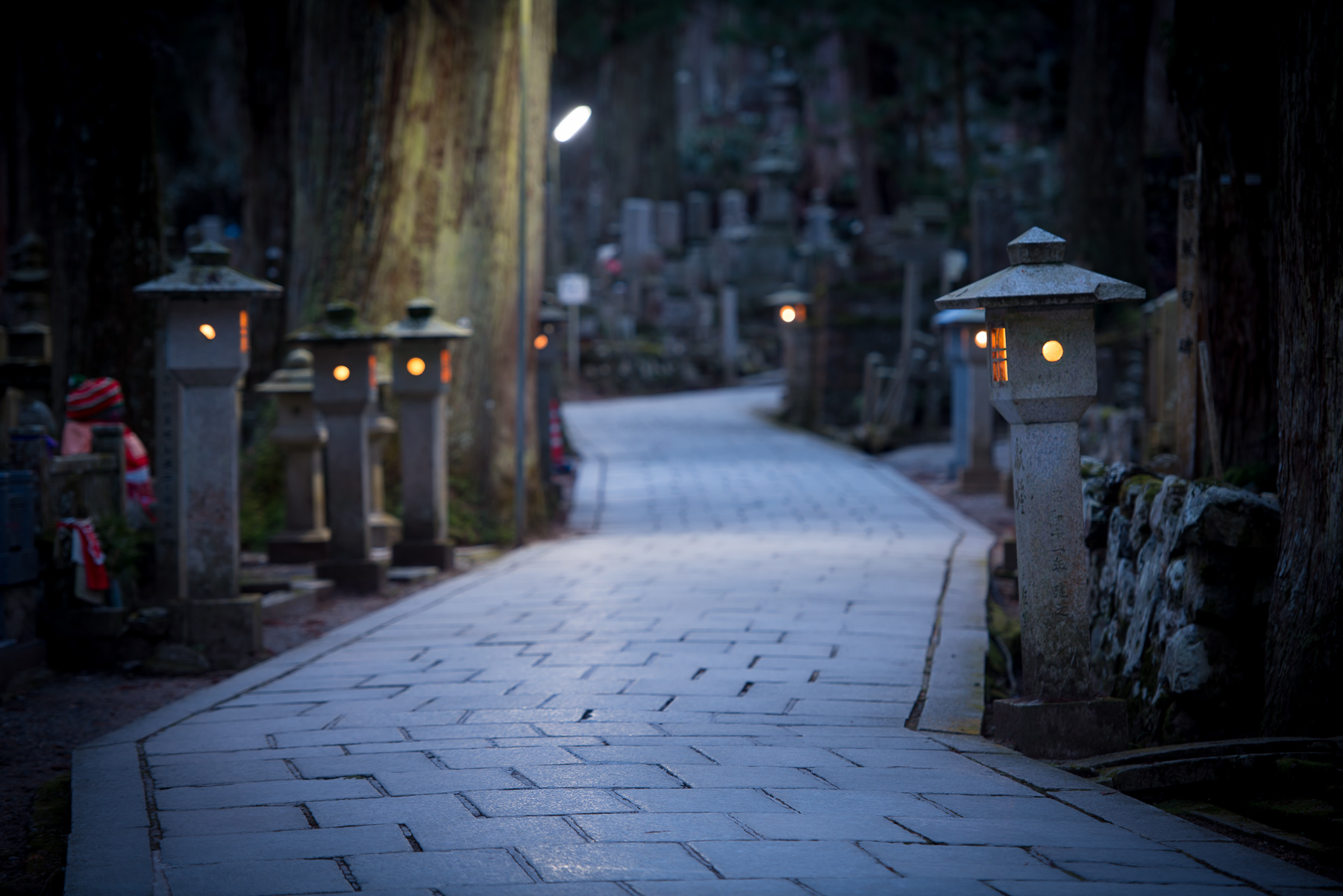
Cementerio Okunoin.
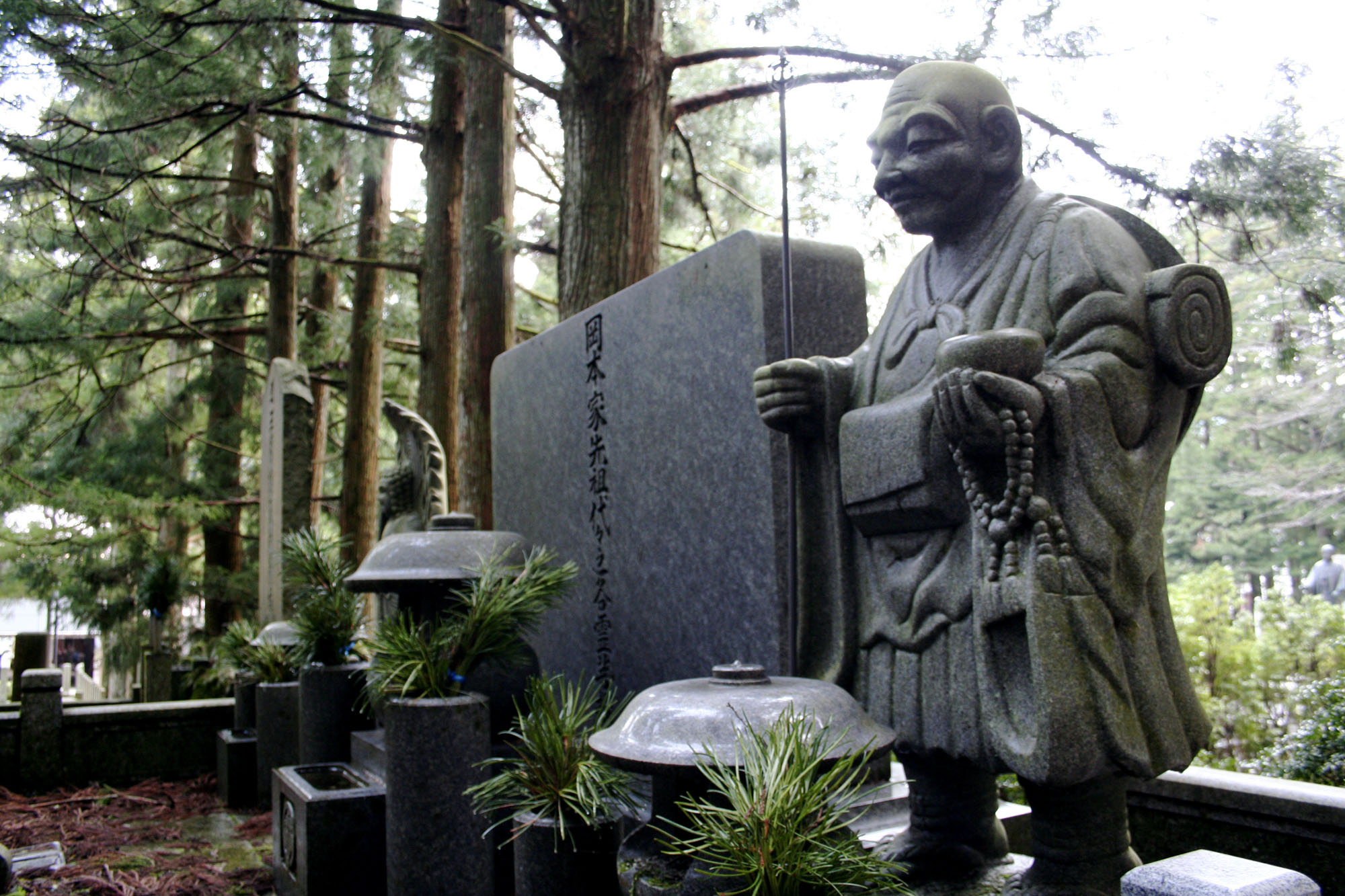
Estatua de un peregrino fallecido en su tumba del Cementerio Okunoin.
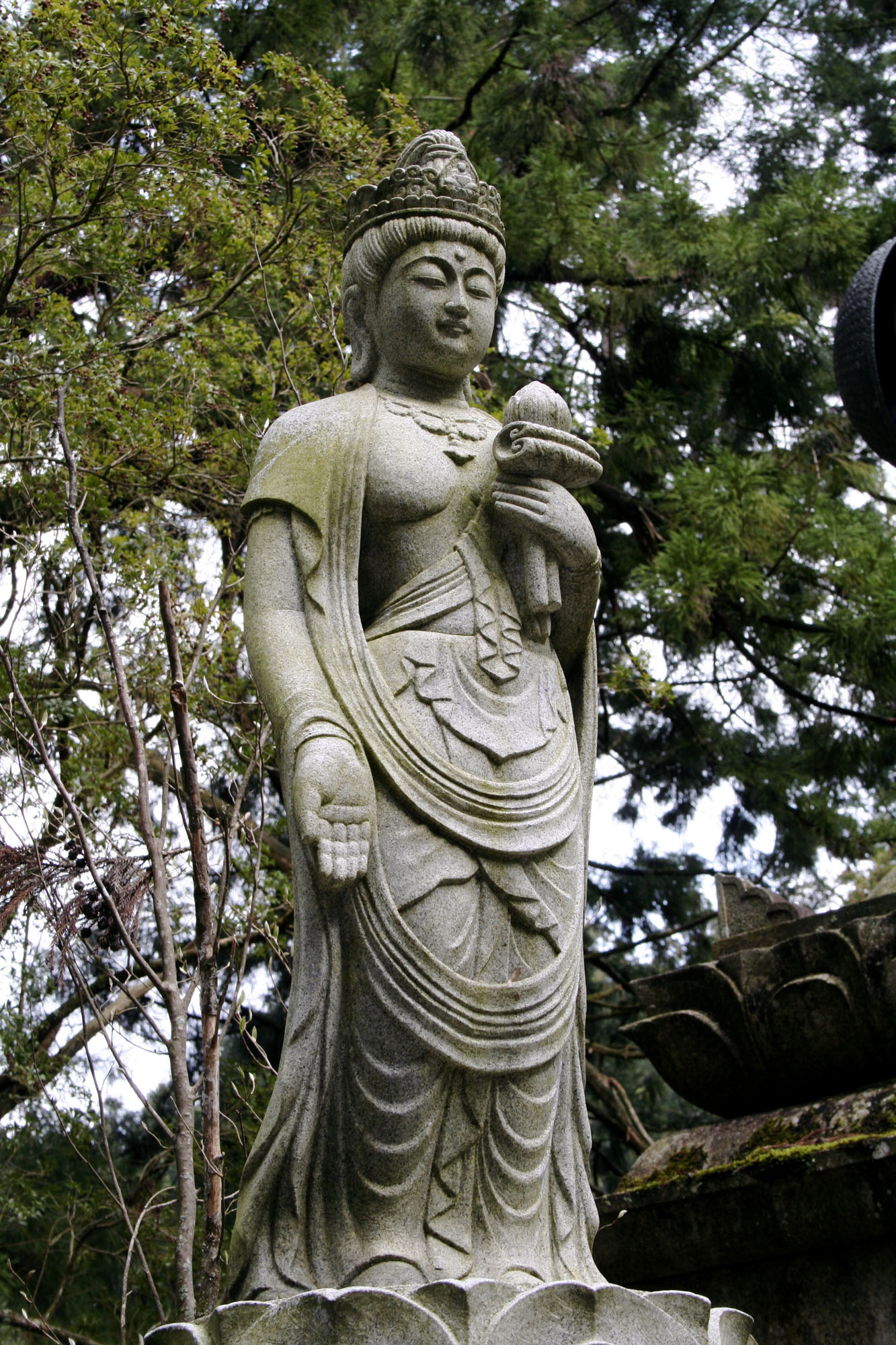
Estatua de Kannon en el Cementerio Okunoin.
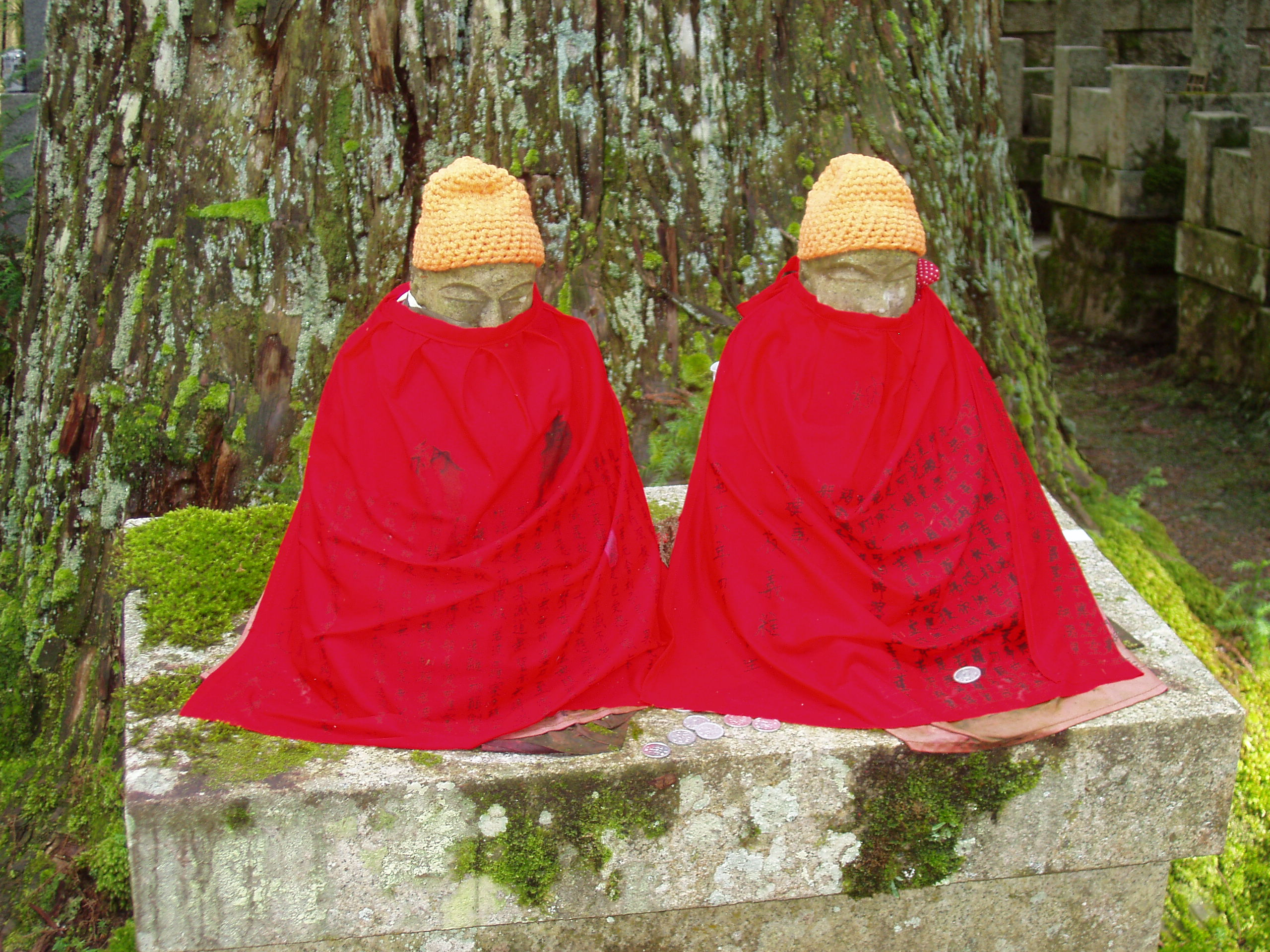
Dos Kṣitigarbha (bosatsu Jizō) en el Cementerio Okunoin.